# 高向宇摩
高向 宇摩（たかむく の うま）は、飛鳥時代の豪族。姓は臣。

## 出自
『新撰姓氏録』「右京皇別」によると、高向臣（高向朝臣）氏は蘇我氏の一族で、「石川同氏、武内宿禰六世孫猪子臣之後也」とあり、この猪子が宇摩の父親であると考えられている。『古事記』中巻にも、建内宿禰の子、蘇賀石河宿禰の子孫とある。氏の名称は、河内国錦部郡高向（現在の大阪府河内長野市高向）による。なお、高向玄理の系譜は、高向史氏で、旧姓は漢人であり、別の一族である。

## 経歴
高向宇摩の名前が歴史上に現れるのは、『書紀』巻第二十三の、628年の推古天皇崩御後、誰を皇嗣とすべきかで蘇我蝦夷・阿倍内麻呂主導のもとで群臣が集まった際に、大伴鯨が亡き天皇は田村皇子を遺詔で指定したと発言し、采女摩礼志・中臣御食子らと共にそれに賛同した、ということと、この会合に不服を唱え、叔父の蝦夷の意向を尋ねようとした山背大兄王のところへ、その場に参加していた群臣らと共に蝦夷の代わりに使いに行った、ということのみである。
以後、歴史書には一切登場していない。蘇我本宗家滅亡の際には、子・国押が蘇我氏を見限って、中大兄皇子に帰服している。
天武天皇13年（684年）八色の姓の制定により、高向臣氏は同年11月に他の52氏と共に朝臣姓を授与されている